# Crispatotrochus gregarius
Espèce
Statut CITES
Crispatotrochus gregarius est une espèce de coraux appartenant à la famille des Caryophylliidae.